# Роулинсон, Генри Кресвик
Сэр Ге́нри Кре́свик Ро́улинсон (Ролинсон, англ. Henry Creswicke Rawlinson; 10 апреля 1810, Чадлингтон, Оксфордшир — 5 марта 1895, Лондон) — британский военный деятель (генерал-майор) и дипломат, археолог, ассириолог (один из основоположников этой науки), лингвист (дешифровщик персидской клинописи). Отец британского военачальника Генри Сеймура Роулинсона.
Происходил из семейства, известного с XIV века. С 1827 года состоял на службе Британской Ост-Индской компании, в 1833—1839 годах служил военным советником в Иране, где занимался реорганизацией армии; в 1859—1860 годах чрезвычайный посланник в Тегеране. В 1840—1842 годах служил агентом в Кандагаре; в 1843—1849 и 1851—1855 годах британский консул в Багдаде (тогда Османская империя). В 1856—1858 годах член Совета Ост-Индской компании, далее избирался в Палату общин (1858, 1865—1868). В 1868—1895 годах член Совета Индии.
Параллельно военно-дипломатическим обязанностям Генри Роулинсон интересовался древностями. В 1835—1837 годах исследовал Бехистунскую надпись, древнеперсидскую часть которой дешифровал к 1846 году; это заложило фундамент дешифровки эламской и вавилонской письменности. В 1854 году проводил раскопки Борсиппы на средства Британского музея; с 1876 года состоял в попечительском совете музея. В 1871—1873 и 1874—1876 годах занимал пост президента Королевского географического общества, в котором состоял с 1844 года. Сторонник активной политики Великобритании на Востоке и «сдерживания» России в Средней Азии, что описал в книге «Англия и Россия в Центральной Азии» (1875). Под редакцией Роулинсона также вышло пять томов Cuneiform Inscriptions of Western Asia («Клинообразные надписи Западной Азии», 1861—1884).
Член Лондонского королевского общества (1850) и Королевского Азиатского общества (с 1862; в 1878—1881 годах его президент). В 1878 году возглавлял Конгресс ориенталистов в Лондоне. Иностранный член Академии деи Линчеи (1883), Академии надписей и изящной словесности (1887). Кавалер Медали основателей (1840), кавалер (1844), рыцарь-командор ордена Бани (1856), кавалер Большого креста ордена Бани (1889), в 1891 году удостоен титула баронета. Награждён также знаками отличия персидского ордена Льва и Солнца первой степени, афганского ордена Дурранийской империи третьей степени и прусского ордена Pour le Mérite.

## Происхождение
Разветвлённый род Роулинсонов известен в Ланкашире с XIV века, в следующем столетии несколько его представителей были аббатами в Фернессе, где располагалось большинство земельных владений семьи. Предание утверждало, что двое братьев Роулинсонов участвовали в битве при Азенкуре, но этому нет документального подтверждения. Несмотря на богатство и множество заслуг перед короной, род не был титулованным, хотя и относился к джентри. Родоначальником ветви, к которой принадлежал и Генри Роулинсон, был торговец вином и чаем Дэниел Роулинсон, владевший таверной «Митра» на Фенчёрч-стрит, завсегдатаем которой был Сэмюэл Пипс. Таверна сгорела в Великом лондонском пожаре. Сын Дэниэла — Томас Роулинсон, в 1705—1706 годах занимал пост лорда-мэра Лондона, а Томас Роулинсон-младший был выдающимся библиофилом, чьё собрание включало более 50 000 печатных томов и свыше 1000 рукописей. Его младший брат Ричард в 1750 году занял должность профессора древнеанглийского языка Оксфордского университета, на кафедре, основанной на его собственные средства. Впоследствии в его честь была названа англосаксонская кафедра Роулинсона и Босуорта. Известным учёным был представитель другой ветви рода Кристофер Роулинсон, опубликовавший саксонский перевод «Утешения философией» Боэция.
Абрам Тизак Роулинсон (1777—1845) был старшим сыном Генри Роулинсона, купца и члена Парламента от Ливерпуля. Семейство обитало в поместье Грассъярд Холл в Ланкашире; Абрам получил образование в школе Рагби и в колледже Крайст-чёрч, где был включён в списки «джентльменов-простолюдинов» (Gentlemen Commoners). Получив наследство, он избавился от поместья, считая северную Англию чрезмерно «дикой». В августе 1800 года Роулинсон женился на Элизе Евдокии Альбинии Кресвик (1781—1863), принёсшей ему приданого на 20 000 фунтов стерлингов, что позволило через шесть лет купить манор в Чадлингтоне к северо-западу от Оксфорда. Поместье насчитывало 700 акров земли (282,2 га), и Абрам, преимущественно, извлекал доходы из земледелия; в хороший год он имел 2000 фунтов стерлингов. Поместье приносило от 1200 до 1500 фунтов, остальное давала рента от вложений в ценные бумаги. Кроме того, Роулинсон увлекался разведением скаковых лошадей, одна из которых выиграла дерби 1841 года. Он также дружил с соседом — герцогом Бофортом, заядлым охотником и лошадником. Помимо этого, Абрам Тизак Роулинсон стал мировым судьёй и Deputy Lieutenant Оксфордшира. У него и Элизы родилось одиннадцать детей: старший сын Абрам, дочери Анна-Мария, Евдокия, Мария, Джорджиана и Кэролайн. Второй сын и седьмой ребёнок, крещёный Генри, появился на свет в среду, 10 апреля 1810 года. За ним последовали четыре сына подряд: Эдуард (проживший всего несколько месяцев), Джордж, Ричард, и самый младший из детей, появившийся на свет после битвы при Ватерлоо и также названный Эдуардом.

## Становление (1810—1833)

### Образование
После окончания наполеоновских войн Великобритания переживала экономический упадок, вдобавок, «год без лета» разорил множество помещиков. Абрам Тизак Роулинсон был вынужден экономить на образовании своих детей, направив в школу Рагби только старшего сына. Генри получал домашнее образование, в основном, у матери и гувернантки своих сестёр. В 11-летнем возрасте он пошёл в дневную школу в Чадлингтоне и освоил латынь, английскую грамматику и арифметику. Часть времени Генри проводил у тётки (сестры матери) Анны Смит в Бристоле. Её муж Ричард был врачом Королевской больницы; он сумел спасти зрение своему племяннику после серьёзного заболевания. В бристольской школе доктора Покока Генри стал членом литературного кружка, в котором огромным авторитетом пользовалась Ханна Мор, дружившая с его бабушкой. Подругой тёти Анны была аболиционистка Мэри Энн Схиммельпеннинк, которая обучила Генри азам древнееврейского языка. В январе 1821 года Генри Роулинсона отправили в интернат в Райнгтоне, это стало возможным из-за кончины 11-летней сестры Кэролайн. Впоследствии он скептически оценивал два с половиной года, проведённые там, хотя и признавал, что получил отличные знания латинского и греческого языков и всеобщей истории. Каждое воскресенье он проводил в компании Ханны Мор и её единомышленников.
В августе 1824 года Генри был переведён в школу Грейт-Илинг, которую газета «Таймс» называла одним из лучших частных заведений Англии. Выпускниками этой школы были многие дипломаты и военные, руководившие колониальной политикой Великобритании. Впоследствии Роулинсон считал, что именно в илингской школе ему привили привычку учиться и разбудили академическое честолюбие. К моменту окончания он был лучшим эллинистом и вторым латинистом во всей школе, но так и не определился с призванием — его равно влекло в университет и на военную службу (детское прозвище его неизменно было «Генерал»). Генри рано проявил характер: однажды он с приятелем сбежал из школы в Лондон (до которого было семь миль), чтобы попасть на оперное представление. Это могло иметь серьёзные последствия, вплоть до отчисления. Роулинсон с приятелем чистосердечно во всём признались, и их обязали за две недели выучить все 476 строк Ars Poetica Горация, что он с успехом и продемонстрировал. Его приятель не справился и был отчислен. Немалую роль сыграли и спортивные успехи Генри: он преуспевал в крикете, футболе и традиционных английских играх — «пятёрках» и «барах». Каникулы он тоже проводил в школе, иногда его приглашали в поместье лорда Нормантона Дитчли-Парк, где он зарекомендовал себя отличным стрелком. В 15-летнем возрасте он вырос до 6 футов (180 см), что превышало средние показатели георгианской эпохи, отличался развитой мускулатурой, чрезвычайной выдержкой и способностью быстро принимать решения. После смерти сестры Евдокии, в декабре 1825 года Генри обратился в Ост-Индскую компанию с просьбой принять его кадетом и получил назначение благодаря протекции сводного брата его матери Джона Хинда Пелли. Служба в Индии подходила для младшего сына дворянского семейства: для военной карьеры в Британии требовались средства на офицерский патент, которые не компенсировались жалованьем, тогда как в колониях доходы офицера были существенно выше и быстрее выслуживался ценз на повышение. Поскольку его дело было рассмотрено на уровне руководства Компании, ему не требовалось обучения в Военной семинарии в Аддискомбе. Однако Генри был ещё юным и не имел многих необходимых навыков. В мае 1826 года Роулинсон начал шестимесячный курс подготовки к индийской службе под руководством доктора Майерса, освоив высшую математику, геодезию и картографию, черчение, а также основы персидского и хиндустанского языков и фехтование. Впоследствии он сожалел о потерянном времени и считал, что на практике, находясь в Индии, получил бы гораздо лучшее представление обо всех этих предметах.

### На службе Ост-Индской компании
В конце 1826 года в Бристоле началась эпидемия сыпного тифа, от которой пострадал и Генри Роулинсон, заразившийся, когда гостил у тёти. Его выхаживала сестра Мэри, и ещё полгода заняло восстановление, которое проходило в родном поместье, в компании братьев Джорджа, Ричарда и Эдуарда, который также заболел, когда учился в школе. Генри усердно упражнялся в фехтовании и побывал на скачках в Челтнеме, где лошадь его отца взяла призовое место. Там его застало известие, что индийский конвой отправляется из Лондона в Портсмут. Назначение сына на службу дорого обошлось Абраму Роулинсону: только плата за переезд составляла около 100 фунтов стерлингов (9210 в ценах 2022 года), а на обмундирование и прочее было потрачено ещё 500 фунтов (около 46 тысяч в ценах 2022 года; Генри купил около ста книг в Лондоне); жалованье должно было начисляться только в Бомбее. 6 июля 1827 года Генри Роулинсон отправился из Портсмута на борту 644-тонного транспорта «Нептун», покинув отчий дом на 22 года. Переход вокруг Африки занял четыре месяца; сестре Мэри Генри обещал, что будет вести дневник. По словам биографа Лесли Адкинс, этот дневник отличается интимным, спонтанным стилем, часто почти поэтическим и «лишённым сглаженности и формализма его позднейших произведений». На борту «Нептуна» кадет Роулинсон следовал обычному для курсантов распорядку: каждое утро по два-три часа занимался восточными языками, упражнялся в музыке и рисовании, которые отвлекали от тоски по дому; играл в судовом оркестре. Полагалось и обязательное чтение для расширения кругозора: в июле это была «Жизнь Наполеона» Вальтера Скотта. Как было принято в офицерской среде, Генри допустили до игры в вист, и 11 июля в дневнике зафиксировано, что он проиграл 14 шиллингов (64 фунта стерлингов в ценах 2022 года). В дневнике упоминаются и ежедневные возлияния, которые отчасти объяснялись скверным качеством воды, взятой на борт. В Бомбей пришли в пятницу, 26 октября 1827 года.
Пройдя краткое обучение в кадетских классах, Генри Роулинсон был зачислен во 2-й Европейский пехотный полк в звании энсина; на первое утреннее построение он явился в субботу, 1 декабря 1827 года. Уже на следующий день он участвовал в охоте, когда не только подстрелил птицу, но и ранил индийского крестьянина, от которого откупился парой рупий. Военные обязанности не отнимали много времени, главным для него было изучение языка с туземным эрудитом-муши. Довольно быстро буйная компания молодых офицеров оказалась в центре скандала, и Роулинсон писал, что ему грозил трибунал. Тогда же он впервые изъявил желание перевестись в Иран. Дело, впрочем, замяли. 22 декабря в газете Bombay Courier под псевдонимом вышла подборка стихотворений Роулинсона, встреченных пренебрежительными комментариями. На рождественский Сочельник был устроен парад, который энсин выдержал без единого замечания. 15 февраля 1828 года он получил назначение в 7-й туземный пехотный полк, однако на следующий день провалился на экзамене по языку, так как был недостаточно знаком с идиоматикой живой разговорной речи. Сестре он написал, что пересдача была назначена на май, а сам немедленно взялся за персидский язык, «готовиться к русскому вторжению». Попутно он привлекался как переводчик в Бомбейский городской суд, а Bombay Gazette заказала ему перевод одного из хоров Эсхила, который был опубликован. Роулинсон залез в долги, покупая множество книг, и в конце жизни заявил, что это было единственный раз в его жизни. В мае он всё-таки выдержал экзамен и получил квалификацию переводчика. 1 июля 1828 года Генри был переведён в Ахмадабад в 1-й туземный гренадерский полк; в этом городе Роулинсон пережил бурное увлечение молодой вдовой.
Вернувшись в декабре 1828 года с полком в Бомбей, Генри занялся изучением языка маратхи и писал отцу, что «трудился над языками как лошадь». Выдержав экзамены, в июле 1829 года Роулинсон получил чин квартирмейстера и был назначен драгоманом и казначеем своего полка. Он вписался в офицерское общество: был распорядителем бала, менеджером любительского театра и судьёй бильярдного клуба. Это не мешало огромному кругу чтения и дальнейшему интеллектуальному развитию. В 1830 году полк был переброшен в Пуну; в этом городе Генри провёл около трёх лет. Службу в Индии Роулинсон вспоминал как счастливое время беззаботности, когда он мог предаваться охоте и скачкам, ощущая, что мир «брошен к его ногам». Ведение дневника было прервано до 11 апреля 1831 года, когда Генри стал совершеннолетним. С тех пор заполнение дневника в очередной день рождения с подведением итогов прожитым летам стало у Роулинсона постоянным ритуалом. В ноябре 1831 года Джордж Осбалдестон установил в Англии рекорд верховой езды, проскакав 200 миль менее чем за 8 часов и сменив за это время 28 лошадей. Это вызвало необычайный ажиотаж в колониальном обществе. Роулинсон принял пари, что выиграет гонку из Пуны в порт Пэнвел на дистанцию 72 мили, проскакав это расстояние за четыре часа. Ставка составила 100 фунтов стерлингов, каждая штрафная минута оценивалась в 4 рупии. Равным образом, выигрыш увеличивался на 4 рупии за каждую минуту до истечения четырёх часов. Рано утром 22 мая 1832 года гонка началась. Роулинсон сменил 10 лошадей, загнав одну насмерть (и был вынужден бежать четверть мили в гору, чтобы достигнуть следующей смены животных), скакал по спинам буйволов, забивших стадом горный перевал, но всё-таки достиг своей цели за три часа семь минут. Далее он в тот же день вернулся в Пуну, явившись на вечернее собрание, что сам же назвал «чванством». Рекорд Роулинсона освещался даже в английской прессе. По времени это совпало с блестящими результатами, продемонстрированными на экзамене по персидскому языку.

## Первое пребывание в Иране (1834—1839)

### Тегеран — Тебриз — Керманшах
Внешняя политика Великобритании в её индийских колониях была основана на концепции русской угрозы, причём в 1830-е годы и позднее вторжение России считалось весьма вероятным. Руководство Ост-Индской компании приняло решение создать сводный военный отряд из всех индийских полков для отправки в Тегеран. Его командир — полковник Уильям Пасмор (Бенгальская туземная пехота) — принял Роулинсона как компетентного переводчика с персидского языка; кроме него, в отряде было ещё семь офицеров, четырнадцать сержантов и младший лекарь. 26 октября 1833 года отряд вышел из Бомбея, направляясь в Бушир. В этом городе британцы застряли почти на три месяца, так как зима оказалась небывало снежной и горные перевалы до Шираза были непроходимы. Дальнейшее продвижение от Шираза в феврале 1834 года тоже оказалось невозможным, чем Генри воспользовался, чтобы побывать на руинах Персеполя. Роулинсона заинтересовали клинописные надписи, и он скопировал несколько из них. Далее он побывал в руинах Бишапура, вырезав своё имя на статуе сасанидского царя. Дальнейший путь пролегал на Исфахан и Кум, где Генри, переодевшись персом, побывал на могиле Фатимы. Тегерана достигли в середине марта; после некоторых проволочек офицеры были приняты Фетх Али-шахом. 14 июня 1834 года в город по завершении осады Герата прибыл принц Мухаммед Мирза. После провозглашения его наследником престола британский отряд участвовал в торжественной церемонии и был прикомандирован к августейшей особе. 4 июля британцы выступили в его резиденцию в Тебризе, но Роулинсон заболел малярией и проделал 300 миль пути в паланкине. В августе — сентябре офицеры обучали персидские войска, готовя их к пограничной войне с Россией. В середине осени Роулинсон и двое его сослуживцев получили отпуск, который использовали для разведки Баязита, где дислоцировался турецкий гарнизон. В двадцати милях располагался Арарат, на который Роулинсон очень хотел взобраться и запланировал восхождение на август следующего года. Этим планам не суждено было осуществиться.
10 ноября в Тебриз пришли известия о кончине Фетх Али-шаха тремя неделями ранее. Командование британским отрядом по ротации принял генерал Генри Линдси-Бетюн. После непродолжительной смуты 2 января 1835 года Мохаммед-шах был признан знатью и роднёй, а также Россией и Британией. Британский отряд Линдси был направлен в район Исфахана и Шираза, так как на шахские войска было нельзя положиться: им четыре года не выплачивали жалованья. Роулинсон вместе с товарищами был удостоен шахской аудиенции и был ею разочарован (шах «не походил на восточного суверена из сказок», не обладая «ни проблеском достоинства или ума»). Гораздо большее впечатление произвёл Павлиний трон, вывезенный из Индии. В честь коронации Роулинсон был повышен до лейтенанта и отправлен в Керманшах обучать войска наместника Бахрама Мирзы — родного брата падишаха. На свой 25-й день рождения Генри ограничился лапидарной констатацией, что «ничего существенно не поменялось ни в моём общественном состоянии, ни в чувствах». К своей цели Роулинсон выехал 10 апреля в сопровождении сержанта Джорджа Пейджа. По пути он остановился в Хамадане, чтобы обследовать руины Экбатаны и поискать древние надписи. Генри удалось отыскать Ганджнаме и скопировать надписи, но ему не было известно, что данный памятник был уже описан Фридрихом Эдуардом Шульцем в 1827 году и надписи готовились к публикации к Париже Эженом Бюрнуфом. Далее внимание англичанина привлекли рельефы Так-и Бустана и слухи о неких древних «клинописях» в 20 милях от Керманшаха, но исследовать их было некогда. Основная работа протекала успешно: Роулинсон завоевал доверие Бахрама Мирзы и выстроил отношения с военнослужащими, которые подчинялись единолично британцу, который, в свою очередь, нёс ответственность перед принцем за все действия и принимаемые решения. Одним из решений стал наём местных курдских племён, вожди которых до этого не терпели подчинения персидским офицерам. Англичанин, до тонкостей освоив местный этикет, сумел договориться с курдами и получил три боеспособных полка. В августе 1835 года Роулинсона перебросили к Сулейман-хану, губернатору персидского Курдистана, и он шесть недель тренировал полк, набранный из гуранских горцев, прослывших совершенно неуправляемыми. В день, когда Роулинсон был отозван, гуранцы убили Сулейман-хана, но Генри Кресвик спас сына своего начальника — Мухаммед Вали-Хана — и помог ему занять губернаторскую должность, приведя чиновников и воинов к присяге. Далее он возглавил карательный поход, в результате которого большинство непримиримых противников шахской власти откочевали на турецкую территорию. Далее Генри подкосила тяжёлая «лихорадка» (вероятно, рецидив малярии), и его в крайне тяжёлом состоянии перевезли в Багдад, куда он прибыл 29 ноября. За месяц его поставил на ноги британский врач Джон Росс, а антиквар-арабист Джон Тейлор начал обучать арабскому языку и обычаям. В январе 1836 года англичанин вернулся в расположение Бахрама Мирзы в Зохаб и вновь стал обучать гуранские полки. К северу от города он обнаружил трёхчастную клинописную надпись.

### Бехистун
Далее Роулинсон оказался вовлечён в военную экспедицию против бахтиарских племён в Хузестане и Луристане. 14 февраля 1836 года он выступил в поход, имея три тысячи гуранских пехотинцев и артиллерию, и, несмотря на гористую местность и отсутствие дорог, его солдаты совершали переходы от 20 до 30 миль в день. Далее началась длительная осада ставки главы бахтиарских племён в Дизфуле; к тому времени Роулинсон уже девять месяцев не получал писем и новостей из Англии и три месяца — из Багдада и Тегерана. В дневнике он писал, что тяготится военной службой и ожидает выслуги десятилетнего ценза, дающего право на длительный отпуск в Британии, который намеревался потратить на обучение в университете. В середине мая Роулинсона отозвали в Керманшах, в который Генри отправился налегке. После 11-дневного пути он вновь оказался поражён лихорадкой и во время излечения решил скопировать огромную надпись на Бехистунской скале. Надписи и рельефы были нанесены на восточную перемычку горного хребта Загрос, где почти отвесная скала имела в высоту около 1700 футов, а сам памятник располагался на высоте более 200 футов (60 м). На фоне горы монументальная скульптура и поля с клинописями казались совсем небольшими, хотя их ширина превышала 70 футов (21 м).
В начале лета 1836 года Роулинсон использовал всё имевшееся у него свободное время, чтобы начать копировать первый столбец надписи. Поднявшись на узкий скальный карниз, он убедился, что на камень нанесены три разных типа клинописи, как и в виденных им близ Хамадана памятниках. Древнеперсидское письмо к тому времени уже было опознаваемым, и Роулинсон решил начать копировать именно эти строки «как наиболее простые». Метод своей работы Генри описал в 1850 году, заявив, что даже не считает совершённую им работу «каким-то великим подвигом в скалолазании»: не имея никаких технических приспособлений, он иногда по три или четыре раза в день забирался на отвесные скалы. Уже в июле он писал сестре, что полученные им данные сопоставимы по значимости с трёхъязычной Розеттской надписью, которая помогла Шампольону дешифровать иероглифику Египта. Впрочем, уже в августе гуранских курдов Роулинсона перебазировали в Тегеран, где шах подтвердил его полномочия командовать полком, а далее армия отправилась к Герату. Однако далее началась эпидемия холеры, и полк Роулинсона в ноябре вернули в Керманшах. В декабре его сержант Пейдж женился на местной армянке по имени Анна. Поскольку на зиму полк распустили по квартирам, Генри без помех мог заняться Бехистунской скалой. По пути в Тегеране он смог ознакомиться с исследованиями Гротефенда и Сен-Мартена, хотя и отнёсся к ним пренебрежительно. В начале 1837 года Роулинсон ежедневно забирался на скалу, но оказался не в состоянии скопировать надпись построчно: некоторые колонки текста были повреждены, до других он не мог дотянуться. Тем не менее, он скопировал около 200 строк древнеперсидского текста, возможно, используя телескоп.
В феврале 1837 года в Керманшах был прислан новый наместник — евнух-грузин Манучехр-хан, отношения с которым выстраивались нелегко. В марте Роулинсону передали шахский приказ сформировать пять полков, который Манучехр-хан всячески саботировал; англичанин отправил копии его переписки с наместником в Тегеран, после чего евнуху объявили выговор, а Генри поручили сформировать два полка. 11 апреля, на свой 27-й день рождения Роулинсон, как обычно, записал в дневнике самоанализ за прошедшую часть жизни, в приступе самобичевания заявив, что «характером — неустойчив, ленив, но честолюбив; безбожник, чувствами напоминаю камень». Была у него и местная женщина, имя которой неизвестно; в дневнике записано, что она «оживляет одиночество» и не вызывает мыслей, «преступна ли такая связь, или нет». В мае-июне Манучехр-хан перебросил соединение Роулинсона на турецкую границу, где был ограблен торговый караван, но через три недели руководство британской миссии отозвало своего офицера. В конце июня один обученный им полк был отправлен в Тегеран под командованием сержанта Пейджа; с ним Генри отправил письмо шаху, объясняющее, что ненадёжность войск объясняется просрочками выплаты жалованья. Однако в Тегеране оказалось, что шах находится в афганском походе, и обученный Роулинсоном полк взбунтовался и дезертировал в полном составе. 1 сентября переболевший малярией Генри получил приказ шаха срочно выступать на афганскую границу, но он протянул неделю, чтобы завершить копирование Бехистунской надписи.
В Тегеране глава британской миссии доктор Джон Макнил категорически воспретил британским соединениям в Иране сопровождать шаха в походе на Герат. Врач-дипломат опасался, что иранское наступление усилит российское влияние по всему западному Афганистану, отчего возрастёт угроза британским владениям в Индии. Так как Роулинсон получил прямой приказ шаха, Макнил дал ему задание разведать, имеется ли «русский след» при дворе шаха. Мохаммед-шах выразил удовлетворение действиями Генри в Керманшахе и назначил его начальником тегеранского арсенала с правом обучать новобранцев. Через два дня пребывания в шахской ставке Роулинсон случайно пересёкся с Яном Виткевичем, командовавшим казачьим конвоем, направленным к Дост-Мухаммад хану — правителю Кабула. Царский офицер общался с Генри по-французски. Узнав о русской миссии, Роулинсон проделал верхом 750 миль за 150 часов, чтобы сообщить новости Макнилу. Итоги его работы были отмечены присвоением ему звания майора.

### Завершение иранской миссии
В Тегеране майор Роулинсон руководил арсеналом, одновременно отбиваясь от обвинений военного руководства — подполковника Бенджамина Ши — в превышении полномочий и «непослушании», вызванных шахским назначением. Однако 16 февраля 1838 года руководство Индийской армии и посол Её Величества в Тегеране полностью подтвердили назначение Генри Роулинсона. У майора было достаточно свободного времени, и он занялся написанием статьи о путешествии из Зохаба в Сузы, которая вышла в лондонском «Географическом журнале» в 1839 году. Кроме того, Роулинсон транскрибировал персидскую клинопись из Бехистуна латиницей и попытался перевести её на английский язык, отправив результаты (два первых «параграфа»: титулатура и генеалогия Дария Великого) в Королевское азиатское общество. В научной работе Роулинсона полностью поддержал доктор Макнил, приложив к его письму свою рекомендацию. В сопроводительной записке Генри отмечал, что для понимания лексики и грамматики языка Бехистунской надписи активно использовал санскритские и авестийские параллели. Работа была оценена столь высоко, что 21 апреля майор Роулинсон был избран членом-корреспондентом Азиатского общества, а вскоре и аналогичного общества в Париже. В день коронации Виктории (29 июня 1838 года) Роулинсон получил письмо Эжена Бюрнуфа, который прислал оттиски некоторых своих публикаций и делился методом прочтения персидских надписей. Французский учёный предположил, что два остальных языка Бехистунской надписи являются «мидийским и ассирийским».
В июне 1838 года Макнил отправил Роулинсона в Тебриз для контроля русской и турецкой границы. В дневнике Генри отмечено, что Виткевич отозван в Петербург. По приказу начальства Роулинсон обследовал юго-восточные окрестности Тебриза и добрался до озера Урмия. Там в своей резиденции его принимал принц Мелик Касим-мирза, свободно владевший французским и бегло говорящим на английском и русском языках. В ноябре Макнил вызвал Роулинсона к себе: после неудачных переговоров с шахом по афганскому вопросу, посланник официально прервал дипломатическую миссию и выехал в Стамбул через Багдад. В центральный город Ирака британский отряд прибыл 1 января 1839 года. В ожидании нового назначения Генри писал статью о клинописи для «Журнала Королевского азиатского общества», но она вышла в свет только в 1841 году. В 1840 году Королевское географическое общество присудило Роулинсону Медаль основателей за его исследования в Луристане, Хузистане и Иранском Азербайджане.

## На англо-афганской войне (1840—1843)
Генри Роулинсон писал в мемуарах, что багдадская переписка с учёными обществами показала ему, что научное признание не будет быстрым. В итоге он отказался от идеи учиться в университете. Проведя большую часть 1839 года в Ираке, Роулинсон, не получая указаний от начальства, 26 октября отправился в путь, прибыв в Бомбей в начале января 1840 года. Генри полагал, что будет возвращён в Тегеран или в Багдад, где мог бы продолжать работу по клинописям. Однако 16 января его срочно командировали в Кандагар в распоряжение «Индской армии». Путь его лежал до Карачи морем, а оттуда в Суккур, где располагался 1-й Бомбейский гренадерский полк. Далее его прикрепили к политическому агенту Роберту Личу. Когда Роулинсон освоился с политической обстановкой, его перебросили к посланнику сэру Уильяму Макнахтену в Кабул. Генри обнаружил, что британский гарнизон в Кабуле ведёт привычный по Индии образ жизни: офицеры устраивали турниры по крикету и рыбалке, театральные представления и концерты, некоторые посылали за жёнами и детьми, не обращая внимания на обстановку в городе и стране. Однако Генри узнал, что племена гильзаев отказались признавать британского ставленника Шуджа-шаха и могли в любой момент прервать коммуникацию британского отряда с Индией. Британский лагерь, хотя и удобный для жизни, был почти не укреплён, так как шах запретил завоевателям располагаться в цитадели Бала-Хиссар. Сначала планировалось отправить майора Роулинсона вместе с капитаном Конноли в эмираты Средней Азии, но в августе его назначили агентом в Кандагар. И в этом городе британцы построили для себя глинобитный лагерь на отшибе, но Роулинсон поселился в цитадели. Он установил хорошие отношения с командиром гарнизона генералом Ноттом; в сентябре того перебросили в Кветту, чтобы сохранить поставки из Индии, но потом генерал вернулся в Кандагар.
К октябрю 1841 года основная часть племён дуррани была замирена и сопротивление в Кандагаре почти прекратилось. В переписке с Географическим обществом Роулинсон жаловался, что служебные обязанности не позволяют ему исследовать Старый Кандагар, по преданию, основанный Александром Македонским. За попытку покушения на Генри были казнены вождь племён Акрум-хан и некий гази, который зарезал конюха: Роулинсон избежал покушения, поскольку замешкался в канцелярии. Казнимых, по колониальному обычаю, привязали к пушечному стволу и дали залп. Из-за снегопадов на горных перевалах каждую зиму Кандагар оказывался отрезанным и от Кабула, и от индийских колоний, поэтому Роулинсону пришлось действовать в автономном режиме. В январе 1842 года стало известно о гибели кабульского гарнизона из-за грубейших просчётов британского командования. Европейцы теперь не решались выходить в город безоружными и в одиночку. Майор Роулинсон попытался взять у племён клятву верности и заложников, а 12 января на город напал афганский отряд, насчитывавший несколько тысяч человек. Роулинсон участвовал в битве во главе отряда персидских и афганских всадников. Своим сыновьям он позднее рассказывал, что убедил генерала Нотта напасть первыми. Несмотря на победу, отношение к англичанам ухудшилось, а племенные вожди запретили продавать «неверным» фураж, топливо и свежие припасы. Участились и ночные стычки. В гарнизоне отмечался рост заболеваемости, вдобавок, из-за отсутствия сообщения с Индией возникла просрочка жалованья. В конце января племена дуррани потребовали от Нотта и Роулинсона немедленно сняться и уйти в Индию. 3 марта, не получая новостей, британцы провели зачистку города и изгнали около шести тысяч «подозрительных». Проёмы городских ворот были заделаны. 7 марта Нотта выманили с бо́льшей частью войск из города, и 10 марта на Кандагар напал примерно девятитысячный афганский отряд. Благодаря стойкости сипаев и применению артиллерии гази отступили, оставив на поле боя около шестисот погибших. Нотт был в ярости от известий, что обещанное подкрепление из Индии не сумело прорваться через перевалы. Лишь 10 мая 1842 года британская армия деблокировала Кандагар, а Роулинсон получил приказ эвакуироваться.
Из-за ожесточённого сопротивления племён гильзаев и дуррани силы генерала Нотта должны были отступать в Индию по маршруту Кабул — Газни — Джелалабад. Кандагарский гарнизон выступил на Кабул 7 августа 1842 года, Роулинсон сопровождал Нотта в качестве адъютанта. Упорядоченное отступление из Кабула началось 14 октября. Сам Роулинсон был отправлен вперёд, достигнув Фирозпура 1 декабря. При переправе через реку погиб архив резидентуры, что ставило Генри перед перспективой возмещения расходов во время своей миссии в Кандагаре — около миллиона фунтов стерлингов (порядка 110 миллионов в ценах XXI века). Восстановление документов и счетов потребовало примерно трёх месяцев: в марте 1843 года майор обосновался в Агре, откуда рассылал множество писем индусским купцам в Кандагар и Кабул, потребовав дубликаты квитанций, счетов и договоров. Ни один его деловых партнёров не отказался от помощи, однако от пережитого стресса и перенапряжения памяти Роулинсона поразила «тяжёлая мозговая горячка». После выздоровления начальство полностью признало его выкладки и закрыло дело. Далее майор совершил путешествие в Лакхнау (княжество Ауд тогда ещё сохраняло независимость). Будущее его было неопределённым, вдобавок, имя Роулинсона не значилось в наградных листах Её Величества «за услуги в Афганистане». До Калькутты Генри следовал на одном пароходе с генерал-губернатором Индии лордом Элленборо, которого заинтересовал 33-летний агент. Генри была предложена любая вакантная должность на Востоке. Таковым стал пост политического агента в «Турецкой Аравии», офис которого располагался в Багдаде: Роулинсон рассчитывал продолжить свои древневосточные штудии.

## Служба на Ближнем Востоке (1843—1855)

### Консул в Багдаде
Получив назначение в Багдад, Роулинсон отправил на имя военного министра обращение с жалобой, что несправедливо обойдён наградами. По представлению лорда Элленборо в 1844 году он был введён в орден Бани, но это не давало права именоваться «сэром». Также Генри получил королевское дозволение на принятие и ношение восточных наград: инсингний персидского ордена Льва и Солнца первой степени и афганского ордена Дурранийской империи третьей степени. 26 октября 1843 года Генри конной эстафетой выехал из Калькутты в Бомбей, а оттуда морским путём в Басру и на колёсном пароходе Ост-Индской компании «Нитокрис» по Тигру в Багдад, куда прибыл 6 декабря. Официальное вступление в должность сопровождалось пушечным салютом. Генри поселился в резиденции Ост-Индской компании, воздвигнутой в 1818 году, которая располагала собственной пристанью на левом берегу реки Тигр. Здесь имелись два огороженных двора, один из которых был приспособлен для верховой езды, имелись фонтаны, водопровод и ванные комнаты и прочие удобства. Майор Роулинсон вёл образ жизни, привычный для Востока: располагал большим штатом прислуги и индийской вооружённой охраны, выезжая в город, всегда был сопровождаем конвоем и передвигался под барабанный бой. Помимо должности резидента, с апреля 1844 года Роулинсон совмещал обязанности консула Великобритании, обязанного отчитываться как перед руководством Ост-Индской компании, так и перед послом в Стамбуле Каннингом.
Наладив дипломатическую службу, Роулинсон возобновил переписку с европейскими ориенталистами, в частности, датчанин Вестергор прислал ему репродукцию трёхъязычной надписи из Накш-и-Рустама. Из-за сильной августовской жары в 1844 году майор Роулинсон отправился на инспекцию границы Ирана и Османской империи, причём его главной целью стал Керманшах. В качестве геодезиста он взял с собой капитана «Нитокрис» Джонса, так как его пароход стоял на ремонте. Экспедиция заняла почти два месяца. В Керманшахе Роулинсон остановился во дворце губернатора и немедленно заказал высокие деревянные лестницы для работ в Бехистуне. 4 сентября впервые за семь лет Генри вернулся к главному объекту своего изучения. Лестницы позволили достичь скального карниза шириной не более 18 дюймов, спускаясь с него на верёвке до недоступных ранее верхних частей надписи. Копирование было опасным и физически утомительным: балансируя на верхней перекладине лестницы, Роулинсон держал в левой руке блокнот, а в правой карандаш; скальная поверхность при этом сильно нагревалась от солнца. Начав с персидской части, Роулинсон заново зарисовал уже скопированные им столбцы, а далее перешёл к эламской части (Генри тогда называл её «скифской»), насчитывающей 260 строк. Это было намного опаснее, так как скальный карниз заканчивался. При попытке использовать лестницу как переходной мост, оказалось, что поперечины не скреплены ничем, и Генри чудом не погиб. Тогда он поступил следующим образом: нанял курдских мальчишек, которые забирались на скалу, намазывая поверхность надписи бумажной массой, приготовленной внизу. Размоченная целлюлоза, подобно гипсу, создавала зеркальную матрицу. Генри удалось добраться и до нескольких частей вавилонской надписи, расположенной выше персидского текста рядом со скульптурными изображениями. Капитан Джонс в это же время рисовал и делал слепки со скульптур, а также пытался оценить трудоёмкость выполненной работы, ежедневно проводил астрономические наблюдения. Окончив работы, англичане разрубили лестницы и сбросили обломки в пропасть, чтобы у местных жителей не возникло желания уничтожить памятник. После возвращения в Багдад Роулинсон получил отчёт Лэйарда о раскопках Ботта в Хорсабаде, которые велись в это же самое время, так началась их переписка. Первая их личная встреча состоялась 24 декабря 1845 года в Багдаде, куда Лэйард по воде вывозил ассирийские скульптуры, откопанные в Хорсабаде.
Анализируя пройденную часть жизни 11 апреля 1845 года, тридцатипятилетний Роулинсон не счёл нужным менять мнение о себе, составленное в Керманшахе, хотя он отмечал, что и морально, и физически далеко не оправился от последствий афганских испытаний. 1 сентября того же года скончался его отец, 68-летний Абрам Роулинсон; двумя годами ранее скончался дядя Генри — Ричард Смит из Бристоля; с обоими майор не встречался почти два десятка лет. За всё это время отец написал ему ровно один раз: когда в 1841 году выращенный им конь выиграл Эпсомское дерби; тот получил имя «Газни» в честь афганского города. Мать также сообщала о новостях дома не чаще пары раз в году.

### Вновь Бехистунская надпись
В марте 1846 года Роулинсон занялся полевой археологией: он объезжал окрестности Багдада в поисках археологических объектов и разведки древних русел Тигра и Евфрата, базируясь на «Нитокрис». В 100 милях к юго-востоку он обнаружил руины Ниппура, о котором местные жители заявляли, что там пал Нимрод, а ныне живут шайтаны. Роулинсон начал раскопки некоторых курганов и пришёл к выводу, что нашёл «храм Юпитера». Впрочем, Лэйарду он пессимистически сообщал, что сможет это понять, только когда будут дешифрованы все письменные знаки на табличках из глины, в изобилии встречавшихся в городе. Живя в палатке иракской весной, Роулинсон заработал жесточайший ревматический приступ, из-за которого долгое время не мог держать в руке перо. Эпидемия холеры летом 1846 года в Багдаде заставила персонал консульства эвакуироваться в пустыню, разбив лагерь близ руин Ктесифона: в XIX веке господствовала теория миазмов, и считалось, что заболевание разносится заражённым воздухом. Библиотека осталась в городе, а Роулинсону оставалось изучать окрестности. На руинах Вавилона он отыскал кирпичи с клеймами, на которых отчётливо читалось имя Навуходоносора, не зная, что ещё за 13 недель до этого ирландский священник Эдвард Хинкс опубликовал стандартную формулу, применяемую на вавилонских кирпичах. Январь 1847 года оказался холодным, и Генри переболел сильной простудой, из-за чего не состоялась встреча с Лэйардом. Сорвался и план поездки в Мосул, так как в обязанности британского агента входила борьба с работорговлей в Басре; в марте Роулинсон страдал «разлитием желчи» и, когда окончательно изнемог, переселился в пустыню в палаточный лагерь. Лэйарду он писал, что уже слишком долго живёт на Востоке и ему пора думать о возвращении в Британию. 11 апреля 1847 года в дневнике помещён длинный самоанализ, начинавшийся с констатации, что «амбиции являются главной пружиной моей жизни», но это не даёт прежнего ощущения полноты существования. Генри откровенно писал, что намерен испрашивать должности посла при персидском дворе. Далее он рассуждал, что не является христианином, ибо, не сомневаясь в постулатах естественной религии, не может принять откровения. В моральном отношении Роулинсон считал себя «не слишком хорошим, но и не слишком дурным», при этом, «отвергая бесчестье, оставался терпимым к приятностям порока».
29 июня 1847 года Роулинсон отправился в трёхмесячную инспекцию по Курдистану, намереваясь в третий раз скопировать Бехистунскую надпись; однако договориться о поездке в Персеполь ему не удалось. Как обычно, агент Её Величества передвигался в сопровождении большой свиты, которая обеспечивала комфорт и внушала уважение простолюдинам и знати. Генри обслуживало 16 слуг, включая водоноса, личного повара и нескольких конюхов, однако он жаловался в дневнике на невероятную жестокость багдадских блох и откровенно вспоминал, как принял следы на теле «одной из самых красивых багдадских дев» за татуировку, тогда как это были следы массовых блошиных укусов. 11 июля Генри оказался в Керманшахе, где жара была невыносимой, что искупалось приёмом со стороны местного эмира. В дневнике он похвалялся, что, будучи в этой поездке частным лицом, получил 1000 фунтов стерлингов государственных средств на копирование Бехистунской надписи. 17 июля Роулинсон начал сверку своих старых списков и копий с надписью, обнаружив некоторые ошибки в интерпретации во время прошлых своих посещений. Работать на жаре было тяжело: сиесту приходилось проводить или в палатке, или под крышей караван-сарая, которые в одинаковой степени «казались чистилищем». В сентябре Генри испытал печёночный приступ, лишивший его трудоспособности на неделю. Вернувшись к копированию вавилонских колонок, Раулинсон обнаружил, что надпись в отличном состоянии, но сделать её слепки отказались даже курдские охотники на горных козлов. В конце концов нашлись два отчаянных смельчака, которые за немалый бакшиш успешно справились с заданием. В начале октября Роулинсон в последний раз в жизни рассматривал Бехистунскую надпись.
После возвращения из Ирана консул-резидент провёл месяц в Басре, в том числе наблюдая за погрузкой ассирийских скульптур, раскопанных Лэйардом. Зимой он вновь тяжёло болел, о чём даже сообщалось в «Журнале Королевского азиатского общества». Из-за политического кризиса в Иране 1848 года возвращение Роулинсона в Англию откладывалось на неопределённый срок. Тогда же он впервые на практике столкнулся с викторианской моралью: начальство из Стамбула прислало выговор за «аморальное поведение» сотрудников Британской миссии, ибо помощники Роулинсона жили с туземными наложницами. Чтобы сохранить место, консулу-резиденту нужно было думать о женитьбе. Роулинсон потребовал отпуск на три или четыре месяца, которые намеревался провести в Индии: как раз в этот период он пришёл к выводу, что вавилонский и ассирийский язык, в сущности, идентичны. Он также продолжал хлопотать о переводе в Тегеран. Из-за медленности коммуникаций на парусных кораблях между Британией, Индией и Ближним Востоком Генри лишь 5 июня 1849 года получил уведомление, что его прошение об отпуске было одобрено ещё в декабре предыдущего года. Однако из-за начала жаркого сезона и последующей болезни и кончины Джона Росса отъезд откладывался в очередной раз. Наконец, багдадский агент двинулся в сторону Стамбула по суше. 20 октября Роулинсон в сопровождении слуги-грека и ручного леопарда по кличке Фахед прибыл на раскопки Нимруда, которые проводили Лэйард и его ассистент-ассириец Ормуз Расам. Ни исследований, ни полноценного общения не вышло: у Генри опять произошли желчная колика и приступ малярии. В ноябре он достиг турецкой столицы и впервые лично встретился с британским послом Каннингом. Далее Роулинсон морем добрался до Триеста, а оттуда ехал через Вену, Берлин и Остенде. 28 декабря 1849 года он ступил на землю Великобритании, в которой не был двадцать два года.

### Пребывание в Великобритании
Ко времени прибытия Генри семейство Роулинсонов избавилось от Чадлингтонского манора; незадолго до приезда вышла замуж старшая сестра Джорджиана и буквально через несколько дней скончался младший брат Ричард. Мать поселилась близ Бристоля в Вестбери, рядом с овдовевшей тёткой. Генри остановился на квартире на улице Сент-Джеймс, дом № 39, на углу Пикадилли, и был немедленно принят в джентльменский клуб «Атенеум». Прибытие Роулинсона широко рекламировалось прессой и вызвало большой резонанс в среде образованной публики, уже 19 января 1850 года было назначено его публичное выступление на тему истории Ассирии по древним источникам. Далее он удостоился приватного ужина у королевской семьи в Букингемском дворце, причём принц-консорт Альберт искренне интересовался его достижениями и даже присутствовал на докладе в Королевском азиатском обществе. Леопарда Фахеда Роулинсон подарил Клифтонскому зоологическому саду, так как содержать его в британской столице было слишком накладно. Леопард прожил ещё около десятилетия и дал потомство, о чём Генри писал в дневнике в 1862 году. 21 января Роулинсон выступал в Лондонском обществе антикваров на тему древнемесопотамской религии и выставил кувшины, найденные в руинах Вавилона, и глиняные и каменные статуэтки, откопанные в Ниффере, к югу от Багдада. Ещё через две недели он представил в Обществе бумажные слепки Бехистунской надписи, которые заняли всю боковую стену лекционного зала. Роулинсона приглашали также научные общества Оксфорда и Бата. Описывая всё это в послании Лэйарду, Генри сообщал, что всё ещё не нашёл возможности написать Эдуарду Хинксу — своему главному сопернику в деле дешифровки вавилонской клинописи. Британский музей принял доставленную Роулинсоном коллекцию древнемесопотамских и сасанидских археологических предметов за 300 фунтов стерлингов. Несмотря на большой светский успех, в переписке с Лэйардом сорокалетний Роулинсон откровенно сообщал, что, скорее всего, умрёт холостяком: «у меня мало шансов жениться… и, кроме того, слишком мало я видел женщин, соответствующих моему идеалу».
В начале июня Роулинсон подал прошение правлению Ост-Индской компании о повышении, так как уже тринадцатый год пребывал в майорском чине. Довольно быстро он получил звание полковника и продление отпуска. 31 июля начался Эдинбургский съезд Британской ассоциации содействия развитию науки, на которой произошла встреча Роулинсона с Хинксом; обоих избрали вице-президентами секции этнографии. В прессе публиковали обмен мнений между ними о сущности вавилонской письменности. Генри Кресвик продолжал вести светскую жизнь, охотился в поместье старшего брата Абрама в Чиппинг Нортоне, несколько раз ездил к матери. Незадолго до Рождества Генри и его младший брат-священник Джордж подписали контракт с фирмой Мюррея об издании нового перевода Геродота (в силу ряда причин издание затянулось до 1858 года). Рождественские каникулы он провёл в гостях у премьер-министра лорда Рассела. В начале 1851 года Роулинсон переехал на новую квартиру на Корк-стрит в доме № 8, более удобную для светских визитов. Принц Альберт выразил желание возглавить Ниневийский фонд для продолжения раскопок Лэйарда. В октябре 1851 года отпуск Роулинсона закончился, и он отправился на Восток через Марсель, Афины, Стамбул и Самсун, по пути ему предстояло возглавить раскопки Британского музея в окрестностях Мосула.

### Политика и археология
Вернувшись на пост багдадского консула, Роулинсон не мог непосредственно заниматься раскопками и нанимал агентов: парламентским актом ему на научные нужды предоставили 500 фунтов стерлингов годовых. Для этого Генри вывел из комиссии по турецко-персидскому разграничению Уильяма Лофтуса, поручив осуществить раскопки в Сузах. Работы в Ниневии самостоятельно проводил ассириец Ормуз Рассам, но в феврале 1852 года на раскопках побывал и консул Роулинсон, так как Ост-Индская компания дала задание картографировать окрестности древних городов. Лично Генри делал слепки с надписей на монументах, откопанных Лэйардом, а далее переключился на перерисовку обнаруженных клинописных табличек: вызванный из Англии художник опаздывал, а потом не показал должной квалификации. Три недели консул провёл в Нимруде, а также посетил раскопки в Хорсабаде, которые тогда осуществлял французский посланник Виктор Плас. В сезон 1853 года стало очевидно, что британцы и французы соперничают на раскопках. Вдобавок, Роулинсон очень не хотел, чтобы в Ниневии работал Расам, намереваясь заменить его Лофтусом, но инженер предпочёл вернуться в Англию. Ассириец успешно работал в Нимруде, чтобы Плас не перехватил самых ценных находок, а также три недели копал на руинах древнего Ашшура. Главной его находкой стала глиняная призма царя Тиглатпаласара I, отчёт о которой был немедленно направлен Королевскому азиатскому обществу. Также консул Роулинсон объявил, что рукопись о дешифровке вавилонской клинописи уничтожили разбойники, ограбившие почтовый караван, и более этими работами не занимался. Также Роулинсон сообщал о поразительной находке в библиотеке Ниневии: на глиняных табличках обнаружились настоящие древние словари для подготовки писцов, в которых приводилось и фонетическое значение письменных знаков, а также пояснения к детерминативам и идеограммам. Из одной из табличек следовало, что ассирийцы пользовались шестидесятиричной системой счисления; имелись также списки географической номенклатуры, мер и весов и прочего. Это привело к ссоре с Хинксом, который первым отождествил словарь на табличках, привезённых Лэйардом, и с самим Лэйардом, который встал на защиту ирландца.
Тем временем 20 и 23 декабря 1853 года Ормуз Расам сделал грандиозные открытия: сначала он раскопал дворец с алебастровыми рельефами, изображающими охоту на львов. Довольно скоро выяснилось, что дворец принадлежал Ашшурбанапалу. Вскоре обнаружилась и библиотека, которая сразу же была опознана как величайшая сенсация. Сам Роулинсон считал важнейшим открытием факт, что некоторые таблички содержали даты и имена эпохи Селевкидов, то есть клинопись использовалась по крайней мере до III века до н. э. Впрочем, консулу на тот момент было не до археологии: резко ухудшились русско-турецкие отношения, напряжённой оставалась ситуация на границе с Ираном, и он всё ещё не оставил планов занять место посла в Тегеране. Лишь в феврале 1854 года Генри съездил к Рассаму в Ниневию, копировал клинописные надписи, хотя погода была холодной с почти постоянно штормовыми ветрами. Консул же отобрал самые эффектные скульптуры для отправки в Британский музей. При возвращении в Багдад по реке эскорт Роулинсона вступил в бой с некой арабской бандой; командир конвоя был застрелен. Генри в момент нападения составлял документ, и пуля разбила чернильницу, которую он держал в руке. Сто ящиков с находками Рассама консул лично сопровождал в Басру и проследил за погрузкой на морское судно. Здоровье Генри внушало опасения, и Ост-Индская компания предоставила ему отпуск по болезни, хотя посол Каннинг в ожидании войны с Россией советовал ему не торопиться.
После начала Крымской войны Роулинсон составлял для правительства обзоры по иранскому вопросу и перспективах участия Ирана в войне на стороне России (консул пришёл к выводу, что шах не станет ссориться с Британией). Переписка демонстрирует его раздражение: посланником в Тегеране был назначен Чарльз Мюррей, бывший консул в Египте. Лишь в октябре 1854 года Роулинсон смог отправиться к руинам Вавилона, несмотря на то, что жара достигала 110 градусов по Фаренгейту (43 °C). Он отыскал огромную каменную плиту и сделал её точную зарисовку и дословную транслитерацию: надпись фиксировала строительные работы Навуходоносора, включая ремонт храмов и восстановление укреплений. Выполнив копию за десять дней (плиту отправили в багдадскую резиденцию Ост-Индской компании), Генри отправился в Борсиппу, где возвышался огромный холм, нередко отождествляемый с Вавилонской башней. Роулинсон допускал, что если Геродот верно описал размеры Вавилона в древности, башня Борсиппы вполне могла находиться на территории города. Чтобы проверить свою гипотезу, Роулинсон велел копать у опорной угловой стены: по опыту Рассама в Ашшуре и Ниневии он знал, что в сырцовых постройках в углы фундамента могли заделывать призмы или кирпичи с посвятительными надписями. У агента Роулинсона Тониетти не было геодезических инструментов, у самого Генри имелись только гномон, рулетка и магнитный компас. Когда рабочие вынули десять рядов кирпичей ниже уровня древнего цоколя, Роулинсон нашёл хорошо сохранившуюся призму с надписью Навуходоносора. Это было единственным за всю его жизнь участием Генри в реальных археологических раскопках. В начале 1855 года через Багдад проезжала миссия Мюррея, направлявшаяся в Тегеран. Незадолго до того Роулинсон упал с лошади во время охоты на кабанов и сломал ключицу. Выздоровление затянулось: к февралю он всё ещё не мог толком передвигаться. В марте консул сдал свои обязанности и пароходом отправился в Бомбей, где в то время находился генерал-губернатор Эльфинстон. Две недели Генри провёл в резиденции лорда на положении гостя. Далее он выехал в Англию через Аден, Суэц (до постройки канала там существовала линия дилижанса), Триест, Вену, Прагу, Дрезден и Лейпциг, прибыв в Лондон к началу светского сезона в мае.

## Британские годы (1855—1895)

### Карьерные перипетии. Женитьба
В мае 1855 года Генри Роулинсон удостоился полного пенсиона Ост-Индской компании в размере 365 фунтов стерлингов в год. Накопленные средства позволили поселиться на Лэнгэм-плейс в Лондоне. В начале 1856 года он был возведён в достоинство рыцаря-командора Ордена Бани и стал именоваться сэром. Ранее в выступлении перед Королевским азиатским обществом 1 декабря 1855 года, Роулинсон огласил гипотезу, что создатели клинописи не являлись носителями семитского языка. Однако их язык Генри называл «скифским», считая его связанным с «мидийским», то есть эламским. Он также предположил, что самоназванием древнейшего клинописного языка было «аккадский»: это слово встречалось в Книге Бытия (в действительности это был шумерский язык, о котором тогда почти не имелось сведений).
В 1856 году Роулинсон вошёл в число королевских директоров Ост-Индской компании, что сам рассматривал как промежуточный этап к баллотировке в Парламент. На выборах 1857 года он проиграл, но далее прошёл в Палату общин по дополнительному списку от избирательного округа Райгита. В сентябре 1858 года он сложил с себя полномочия, так как был введён в состав Совета Индии после изменения системы управления индийскими колониями. В 1859 году освободилось место посланника в Тегеране, куда был назначен Роулинсон, повышенный в звании до генерал-майора. 18 августа 1859 года он выехал из Лондона через Париж, Лион, Марсель, Мальту и Афины. В Стамбуле он по рекомендации посла Генри Бульвера получил аудиенцию у султана, далее проследовал морем до Трабзона, откуда проехал через Поти, Кутаиси, Гори, Тифлис, Эривань и Тебриз. При представлении у шаха сэр Генри произнёс речь на персидском языке. Однако уже в феврале 1860 года тегеранская дипломатическая миссия была переведена в подчинение Форин-офиса, что сам Раулинсон считал катастрофой, ибо такой шаг в корне менял отношения с шахским двором, особенно в отношении подарков и прочих расходов «согласно восточным обычаям». В знак протеста он подал в отставку, но исполнял обязанности до мая, когда отставка была принята. На сборы потребовалось всего 12 дней; в Лондон сэр Генри вернулся в июле 1860 года.
Расставшись с государственной службой, Роулинсон поселился на Хилл-стрит, почти полностью посвятив себя проекту литографированного издания клинописей из коллекции Британского музея. В мае 1862 года в журнале The Athenaeum вышла его статья об ассирийском царском списке, где для каждого царя указаны имя, продолжительность правления и ключевые события. Впрочем, в дневнике того же года откровенно говорится, что работа по клинописям сделалась «прискорбно утомительной». 2 сентября 1862 года, во вторник, 52-летний Генри обвенчался с 29-летней Луизой Кэролайн Харкорт Сеймур; церемония прошла в церкви Св. Георгия на Ганновер-сквер, где женились и его родители. Венчал Роулинсона собственный брат Джордж, в то время занявший кэмденовскую кафедру древней истории Оксфордского университета. Медовый месяц Роулинсоны провели в Италии, после чего поселились в собственном доме на Хилл-стрит. Сэр Генри не изменил образа жизни: ежедневно работал над подготовкой издания клинописей в Британском музее, пять или шесть раз в неделю обедал в клубах и ресторанах в обществе интересовавших его людей, пару раз в неделю участвовал в вечерних светских мероприятиях. Лето и осень супруги проводили за городом, снимая коттедж (лондонский дом на это время сдавался). 20 февраля 1864 года у Луизы появился на свет первенец — Генри Сеймур Роулинсон; рожать она отправилась в родительский дом Трент-Манор. Летом того же года скончалась мать Роулинсона. Расширение семьи вернуло Генри к политической жизни, и в июле 1865 года он избрался в Парламент от избирательного округа Фрум в графстве Сомерсет, выступая от Либеральной партии.
В 1866 году Роулинсону написал Джордж Смит — сын ремесленника, который самоучкой, работая с коллекциями Британского музея, сделался специалистом по клинописи. Сэр Генри в 1867 году рекомендовал его попечительскому совету музея для подготовки издания клинописных надписей. 17 января 1867 года родился второй сын Генри и Луизы — Альфред Роулинсон. По финансовым соображениям Генри Крессвик покинул Парламент и принял должность в Совете Индии, так как ему предложили жалованье в 1500 фунтов стерлингов в год; служба была пожизненной. С тех пор он практически полностью посвятил себя государственным делам. В 1869 году Роулинсоны приобрели новый дом № 21 по Чарльз-стрит, который был достаточно просторным для государственного деятеля, располагал конюшней и каретным сараем. В 1870 году Роулинсона избрали вице-президентом недавно основанного Общества библейской археологии. Семейная жизнь, судя по опубликованным источникам, складывалась вполне гармонично: Луиза Роулинсон имела репутацию хорошей художницы-любительницы, которая прививала сыновьям вкус и наблюдательность. Генри-младший провёл детство в Тренте, и в будущем принял имя этого манора как собственный пэрский титул; в семье его называли «Сеннахеримом» — в честь ассирийского царя и стихотворения Байрона. В 1878 году его отдали учиться в Итон, где он получал воспитание до 1880 года, когда открылся класс для подготовки к поступлению в военное училище Сандхерст, куда поступил через три года, набрав вдвое больше баллов, чем требовалось для прохождения конкурса. Отец выхлопотал ему стипендию императрицы Индии.

### Роулинсон — теоретик внешней политики
В период работы Генри Роулинсона в Совете Индии и Министерстве иностранных дел сложились две группировки, руководители которых представляли разные политические идеологии и предлагали разные концепции британской политики в Центральной и Южной Азии. Неформальными лидерами их были сам Роулинсон (Либеральная партия) и его оппонент сэр Джон Лоуренс (Консервативная партия). Общее число заседателей Совета Индии равнялось пяти, членство являлось пожизненным. Роулинсон ещё от времени Афганской войны последовательно разрабатывал доктрину «русской угрозы»: Российская империя, согласно его мнению, угрожала британским владениям в Индии. В меморандуме 1868 года сэр Генри утверждал, что экспансионистские планы России включали Коканд, Бухару и Хиву, а далее выход на Иран и Афганистан как пладцармы дальнейшего продвижения в южном направлении. Таким образом, «русских нельзя пускать в Герат и позволить им закрепиться в Кабуле»: каждый «туземный правитель» в Северной Индии имеет реальные или воображаемые претензии к британским колонизаторам и потому естественным образом тянется к России. Афганистан ещё более неспокоен, обладая колоссальным потенциалом «мусульманской враждебности». Роулинсон давал следующие рекомендации: Британский Радж должен сохранить миссию в Кабуле, в перспективе полезна аннексия Кандагара и удержание Герата от персидских поползновений, а также строительство железной дороги и телеграфной линии в Северо-Западной пограничной провинции. Вмешательство в дела Афганистана Роулинсон считал «британским долгом, где любые затраты обернутся значительной экономией в будущем». Лоуренс, напротив, делал акцент на то, что безопасность Индии зависит от качества британского управления и довольства подданных Раджа, а не от «отправки послов в Афганистан с перспективой их убийства». После обострения на российско-афганской границе в 1885 году сэр Генри отправил служить в Индию своего сына — Генри-младшего
В 1875 году сэр Генри Роулинсон собрал воедино шесть своих статей и меморандумов, увидевших свет после 1849 года, опубликовав объёмистый том «Англия и Россия в Центральной Азии». В 1971 году было выпущено его репринтное издание. Востоковед Эрик Уидмер (университет Брауна) с позиции участника «холодной войны» называл Роулинсона «суперменом» и лучшим знатоком Центральной Азии и восточного вопроса своего времени. Впрочем, Уидмер отмечал, что аргументация Роулинсона чрезвычайно громоздка и утомительна, особенно его привычка писать периодами, включающими сто или более слов. Исследователь отмечал, что в центре интересов Роулинсона как теоретика геополитики лежал Афганистан как страна-буфер между Британской Индией и царской Россией. По состоянию на 1875 год можно было бы истолковывать манифесты Роулинсона либо как «очень дальновидные», либо как «неоправданно алармистские». Главным посылом книги сэра Генри была «бдительность», и в этом отношении книга произвела ожидаемый эффект: в период 1870—1880-х годов последовала резкая вспышка русофобии в Великобритании, а также был решён вопрос о второй англо-афганской войне. Книга издавалась также в Калькутте — тогдашней столице Индии. Англо-русское соглашение 1907 года полностью обессмысливало роулинсоновскую «фантазию» о противостоянии «сипая и казака». По мнению Э. Уидмера, аргументация Роулинсона не вполне последовательна, хотя и вращается вокруг необходимости превосходства Великобритании в Азии. Россия воспринимается как однозначно враждебная сила, но в то же время сэр Генри не мог не признавать благодетельности прихода европейской цивилизации («хотя и не самого высокого типа») в Туркестан. Впрочем, лучшей альтернативой казалось «оставить восточные страны на последней стадии дряхлости». Одновременно он достаточно откровенно писал в предисловии, что единственным средством обеспечения лояльности правительств Ирана и Афганистана являлись субсидии, которые Роулинсон сравнивал с наркотиками, но при этом утверждал, что сама по себе эта практика порочна, так как не создаёт прочной лояльности и ведёт к истощению финансов Британской Индии. При этом отказаться от этой политики нельзя, ибо «истинная экономия заключается в том, чтобы платить хорошо или не платить вовсе». Актуальность книги Роулинсона, по мнению Э. Уидмера, в том, что американская политика в Азии 1970-х годов принципиально не отличается от британского империализма девятнадцатого века и описывается формулой «копрофильской привязанности к свободе своих действий в мировом масштабе». Опыт Роулинсона позволяет хотя бы понять, что существует «более деликатный» метод реализации «законных интересов» Запада.

### Последние годы
3 декабря 1872 года в Обществе библейской археологии прошла лекция Джорджа Смита, посвящённая эпосу о Гильгамеше и вставной поэме о всемирном потопе. На лекции побывали премьер-министр Гладстон и патрон Смита Роулинсон. Ранее, в 1871 году Роулинсона избрали на двухлетний срок президентом Королевского географического общества, и на этом посту он спонсировал спасательную экспедицию Стэнли, отправленную в Африку на поиски Ливингстона. Далее сэр Генри лично представил Стэнли королеве Виктории. В 1874 году Роулинсона переизбрали на следующий двухлетний срок, по окончании которого он заявил, что, состоя в Обществе в течение 32 лет и два десятка лет заседая в его Совете, не может совмещать членство с исполнением других обязанностей, вдобавок, возраст и физическое состояние не позволяют именовать его активным членом географического общества. В 1878 году Роулинсона избрали президентом Королевского азиатского общества, и он вошёл в попечительский совет Британского музея. В 1889 году сэр Генри сопровождал персидского шаха Насер ад-Дина во время официального визита в Лондон, по результатам чего он удостоился Большого креста ордена Бани.
Оба сына Роулинсона начали военную карьеру, хотя младший — Альфред (домашнее имя «Тоби») — в первый же год службы в Индии увлёкся азартными играми, из-за чего залез в долги, которые выплачивали старший брат и отец, приславший 4000 рупий. 31 октября 1889 года скоропостижно скончалась Луиза Роулинсон, бывшая на 23 года моложе своего мужа; сыновья остались ухаживать за отцом. Вдовство сильно повлияло на сэра Генри: как писал его брат-биограф, Роулинсон «потерял жизнерадостность и светский блеск, делавший его восхитительным собеседником»; он утратил вкус к светским развлечениям и остроумию, хотя продолжал общаться в джентльменских клубах с военными, политиками и учёными. В 1890 году Генри Роулинсон-младший заключил «модный брак» с Мередит Кеннард — дочерью политика; их венчал дядя Джордж в Соборе Святого Павла. Персидский шах подарил невесте из уважения к свёкру бриллиантовую тиару; молодожёны поселились в доме на Чарльз-стрит, чтобы не оставлять Генри одного. В 1891 году 80-летнему сэру Генри Роулинсону был по представлению премьер-министра Солсбери дарован титул баронета. К тому времени он оставался бодрым физически, сохранял память и ясность разума, однако ослабел слух. 26 февраля 1895 года, во вторник, Роулинсон посетил плановое недельное заседание Совета Индии, на котором подхватил грипп: в стране в это время была эпидемия. С четверга сэр Генри уже не вставал, а в пятницу поднялась температура; в воскресенье началась пневмония. В половину шестого утра 5 марта, ровно через неделю после заболевания, сэр Генри умер. На его похоронах 10 марта лил дождь. Роулинсона упокоили на Бруквудском кладбище; отпевание в англиканской часовне провёл капеллан приюта графства Суррей. В церемонии прощания из-за непогоды участвовало совсем немного людей, преимущественно родственников и друзей; желающие проститься шли на панихиду в церкви Св. Георгия на Ганновер-сквер, которая проходила одновременно с похоронами.

## Генри Роулинсон — археолог и дешифровщик древних письменностей
По выражению Эдмунда Ричардсона (Даремский университет), происхождение и общественная среда не предвещали для Роулинсона научной карьеры. Однако он ещё в раннем возрасте продемонстрировал выдающийся талант лингвиста, и, судя по его переписке, записным книжкам и суждениям современников, в отрочестве мог «читать Гомера и Вергилия почти так же легко, как Чосера». Восточные языки также давались ему «естественно» (термин Э. Ричардсона). Первоначальную работу по персидской клинописи Роулинсон проделал в изоляции от европейского научного сообщества, самостоятельно разработав тот же метод, что и Гротефенд, Бюрнуф и Лассен. С помощью структурного анализа он определил имена Дария, Ксеркса и Виштаспы, а также выделил ещё четыре имени и несколько слов, в чтении которых не был уверен. О трудах Гротефенда он впервые узнал в 1836 году, уже работая с Бехистунской надписью.
По записным книжкам можно проследить формирование метода дешифровки: Роулинсон, рано осознав, что Бехистунская надпись многоязычна, поставил на первое место полное транскрибирование составляющей её клинописи и определение характера языков, за которым должны были последовать чтение и перевод. Клинописные знаки сначала записывались карандашом. Только после того, как Генри становился уверен, что правильно перенёс знак на бумагу, он обводил контуры чернилами. Он работал последовательно, по одному знаку, не пропуская даже полустёртых или неразборчивых строк. Однако хронологический порядок его работы восстановить невозможно, так как учёный одновременно использовал несколько записных книжек. Черновой вариант перевода Бехистунской надписи был окончен в 1846 году. Однако только в начале 1850-х годов Роулинсон осознал, что клинопись, будучи универсальной месопотамской письменностью, носила «ребусный» характер, то есть каждый знак мог являться как идеограммой, так и фонетиком, вдобавок, имея разные значения. Это означало, что прочтение вавилонской и эламской частей надписи затягивалось на годы. В частности, Роулинсон выделил около сотни знаков, которые могли быть и фонетиками, и идеограммами. В конечном счёте оказалось, что в разных вариантах прочтения персидской клинописи могло быть от сорока до пятидесяти знаков (так как письменность смешивала слоговой и фонетический принципы), а в вавилонской на порядок больше. Вавилонские тексты содержат 26 разнописей имени царя Ксеркса. Вавилонская часть Бехинстунской надписи была окончена Роулинсоном в 1853 году, а эламской колонкой занимался другой специалист. То, что третья часть надписи именно эламская, определил ещё в 1844 году датский востоковед Нильс Вестергор. В сентябре 1847 года Роулинсон рапортовал, что его древнеперсидский вокабулярий включает около трёхсот единиц. В переписке Генри не скрывал раздражения Бюрнуфом, так как в конце 1840-х годов ещё не понимал, к какой ветви семитской семьи относился язык Бехистуна, тогда как французский исследователь утверждал, что «надпись столь же понятна, как еврейские или сирийские тексты»..
Связная реконструкция истории ассирийского языка была представлена Роулинсоном в докладе перед Королевским азиатским обществом 19 января 1850 года. Он выдвинул несколько полностью оправдавшихся позднее гипотез: в частности, что Хорсабад, раскопанный Ботта и Лэйардом, был неизвестным грекам городом, названным в честь царя Саргона, а Нимруд не является Ниневией. Таким образом, все эти памятники являются относительно поздними: Саргон II, по-видимому, тот же самый царь, чьё имя содержится в Ветхом Завете. Тогда же был оглашён ассирийский царский список с «истинными чтениями». Как показал М. Ларсен, ни одно из чтений Роулинсона не было правильным: так, «Ассар-адан-пал» на самом деле был Ашшурнацирапалом; божественное имя Ашшура было правильно отождествлено ещё Хинксом. Адад-Нирари превратился в «Хевенка», а Шамши-Адад — в «Хусихем». Имя Шамши-Адад записывается пятью клинописными знаками: два начальных указывают на божественность плюс идеограмма «бог Шамаш», третий знак — фонетический, указывающий, что предыдущий слог оканчивается на «ши» («Шамаш» должен читаться как «Шамши»), два последних знака — определитель божественности и имя Адад. Фонетически получается имя со значением «Адад — [моё] Солнце». Роулинсон правильно понял божественный эпитет и суффикс «ши», но прочитал имя как «Хуси», так как имя бога являлось шумерограммой (читаемой как «Уту»). С Ададом вышла такая же ошибка, так как эта шумерограмма читалась как «Эм», но шумерский язык тогда ещё не был изучен.
Роулинсон являлся по натуре перфекционистом и не стремился публиковать новые открытия сразу после их получения. В марте 1857 года Королевское азиатское общество провело испытания метода дешифровки вавилонской клинописи. Ведущим ассириологам было предложено прочитать и перевести незадолго до того обнаруженную надпись времён царя Тиглатпаласара I, чтение и перевод подавались комиссии в запечатанных конвертах под девизами. На рассмотрение было подано четыре варианта: востоковедами Роулинсоном, Хинксом, Оппертом и учёным-универсалом Талботом. В состав оценочной комиссии вошли: полимат У. Уэвел, египтолог Джон Уилкинсон, эллинист Джордж Грот, семитолог У. Кюртон, индолог Х. Вильсон. Талбот настаивал, чтобы его конверт был вскрыт после чтения перевода Роулинсона, а сам Генри Кресвик предложил включить в конкурс Хинкса и Опперта. По словам Э. Ричардсона, текст Опперта «местами едва ли напоминал английский», а Хинкс не успел завершить свой перевод ко времени подачи конкурсных работ. Впрочем, по всем важным смысловым значениям все четыре перевода совпадали.
Во время дипломатической работы в Ираке Г. Роулинсон впервые попытался реконструировать древнюю историю Ассирии, сотрудничая в этом с Генри Лэйардом. Оба британских исследователя пытались синхронизировать библейские данные и сообщения древнегреческих авторов со вновь открытыми клинописными документами, не пытаясь основываться на библейской традиции. Лэйард, по-видимому, не придерживался буквального понимания библейского текста, тогда как Роулинсон больше доверял античным авторам. Доходило до того, что его родной брат Джордж — каноник англиканской церкви — требовал остановить раскопки в Хорсабаде, ибо они могли повредить пониманию Священного Писания. По состоянию на 1845 год Роулинсон пришёл к выводу, что ассирийская история распадается на две документированные части: раннюю (около 1000 года до н. э.), представленную глиняными табличками Ирака и монументальными надписями в окрестностях озера Ван (об Урарту он тогда не имел представления). Поздняя ассирийская история запечатлена у Геродота и Ксенофонта, при этом норвежский историк Могенc Ларсен недоумевал, почему Роулинсон не пытался сопоставлять с этими данными сообщения исторических книг еврейской Библии. Относительно поздняя датировка месопотамских находок ставила и другой существенный вопрос: в Писании сказано, что праистория человечества начинается в Месопотамии, тогда как обнаруженные к тому времени египетские памятники были сооружены намного раньше. В докладе 1851 года Роулинсон заявил, что клинопись имела египетское происхождение. М. Ларсен отмечал, что последовавшие в середине века нападки на метод Роулинсона имели в основном внеакадемическую, чаще — религиозную подоплёку. Эдуард Хинкс был священником, буквально трактовавшим Священное Писание, но оказался совершенно прав в том, что последние ассирийские цари фигурируют в Библии. Роулинсон, напротив, категорически это отрицал, а в кулуарном порядке вообще мог заявить в епископской коллегии, что исторические данные полностью опровергают историчность сведений Библии, в частности, в Книге Даниила. Последнее не только не вызвало скандала, но и принесло предложение издать аргументацию учёного в печатном виде. Впрочем, Роулинсон предпочёл осуществить вместе с братом-священником Джорджем новый английский перевод Геродота, в котором сам отвечал за исторический и географический комментарий.
Специалист по письменным системам Питер Дэниелс подытоживал, что после 1857 года Роулинсон практически отошёл от ассириологии и не довёл до конца дешифровку и перевод вавилонской части Бехистунской надписи. В 1861—1884 годах он выпустил пять томов литографированных клинописных текстов из собрания Британского музея (всего более 70 листов литографий, сигла 1R—5R), однако сам лично едва ли занимался подготовкой текстов к печати. Свои ранние публикации он обобщил в виде предисловия к «Геродоту» своего брата, вышедшего в 1858 году. Опубликованное в 1864 году исследование арамейских надписей на глиняных табличках (Роулинсон называл их «финикийскими») характеризуется П. Дэниелсом как дилетантское. Для девятого издания «Британской энциклопедии» в 1875—1882 годах Генри Роулинсон подготовил ряд статей на географические темы, в том числе «Багдад», «Евфрат», «Герат», «Исфахан» и «Курдистан».

## Память
После кончины Роулинсона были опубликованы несколько некрологов, в которых его вклад в дешифровку клинописи излагался весьма взвешенно. В 1898 году вышла апологетическая биография Генри Раулинсона, написанная его младшим братом Джорджем, в которой, в частности, совершенно не упоминался Э. Хинкс, а открытие дворца Ашшурбанапала приписывалось Генри, а не Ормузу Рассаму. Как отмечал М. Ларсен, в 400-страничном томе содержится единственный эпизод, в котором «цитируются собственные слова Роулинсона». Окончательно завершил «канонизацию» Роулинсона Уоллис Бадж в 1925 году в обобщающей монографии The Rise and Progress of Assyriology, где Хинкс упоминался неизменно в уничижительном контексте, в том числе из-за ирландского происхождения. Однако в книге Арчибальда Сейса The Archæology of the Cuneiform Inscriptions (1907) вклад Роулинсона и его коллег всё ещё помещён в широкий контекст.
Архив Роулинсона сохраняется в Королевском азиатском обществе. Современная биография Г. Роулинсона, написанная по материалам личных дневников и переписки, была выпущена археологом Лесли Адкинс в 2003 году. Книга вызвала преимущественно положительную реакцию рецензентов.

## Публикации
- Rawlinson H. The Persian Cuneiform Inscription at Behistun, Decyphered and Translated; With a Memoir on Persian Cuneiform Inscriptions in General, and on That of Behistun in Particular // Journal of the Royal Asiatic Society. — 1848. — Vol. 10. — P. i-lxxi, 1-265, 268-349. — JSTOR 25581217.
- Rawlinson H. Memoir on the Babylonian and Assyrian Inscriptions // Journal of the Royal Asiatic Society. — 1851. — Vol. 14. — P. i-civ, 1-16. — JSTOR 25228653.
- Rawlinson H. History of Assyria, as collected from the inscriptions discovered by Austin Henry Layard, Esq. in the ruins of Niniveh. — J.W. Parker, 1852.
- Rawlinson H. Notes on the Early History of Babylonia // Journal of the Royal Asiatic Society. — 1855. — Vol. 15. — P. 215—259, 431-433. — JSTOR 25228657.
- Rawlinson H. Memorandum on the publication of the cuneiform inscriptions. — London, 1855.
- Rawlinson H., Norris E., Smith G., Pinches T.G. The cuneiform inscriptions of Western Asia. — London: R. E. Bowler, 1861-84.
- Rawlinson H. England and Russia in the East. — London: John Murray, 1875.
  - Widmer E. Review: [England and Russia in the East by Henry Rawlinson; Travels in Central Asia by Arminius Vambery] :  [англ.] // The Journal of Asian Studies. — 1971. — Vol. 30, no. 3 (May). — P. 694—696. — JSTOR 2052506.

### Комментарии
1. ↑  Последние дневниковые записи Роулинсона датированы декабрём 1884 года; старший сын сопроводил его самоанализы некоторыми комментариями[60].
2. ↑  Крупными хищниками Роулинсон заинтересовался на Востоке. В воспоминаниях его брата Джорджа содержался следующий эпизод: в Багдаде Генри купил маленького львёнка, чью мать застрелили на охоте, и приучил животное брать пищу только из своих рук. Лев вырос совершенно ручным, сопровождая Роулинсона, как собака. Однако одним особенно жарким летом лев захандрил, отказывался от еды, но Генри был чрезвычайно занял написанием дипломатических депеш и приказал слугам убрать животное. Однако зверь зарычал, и остался лежать при своём хозяине; вскоре он испустил дух. Исследователь Могенс Ларсен рассматривал эту историю как «трагическую притчу о колониальном господине и его слугах». Это также многое сообщает о характере самого Роулинсона[69]. В одном из некрологов говорилось, что Роулинсон «представлял великую традицию», хотя плохо знавшие сэра Генри люди указывали на его властность и «грубовато-резкие манеры в старом англо-индийском стиле»[70].

### Первоисточники. Некрологи
- Goldsmid F. J. Obituary: Major-General Sir Henry Creswicke Rawlinson, Bart., G. C. B., etc // The Geographical Journal. — 1895. — Vol. 5, no. 5. — P. 490—497. — JSTOR 1773861.
- Obituary: Sir Henry Rawlinson // Journal of the American Geographical Society of New York. — 1895. — Vol. 27, no. 1. — P. 84—85. — JSTOR 196845.
- Rawlinson G. A Memoir of Major-General Sir Henry Creswicke Rawlinson. — London, New York, Bombay : Longmans, Green, and Co., 1898. — xxiv, 358 p.
Harper R. S. Review: [A Memoir of Henry C. Rawlinson] // The American Journal of Semitic Languages and Literatures. — 1898. — Vol. 15, no. 1. — P. 62—64. — JSTOR 528054.
- Shaw W. A. The Knights Of England : A complete record from the earliest time to the present day of the knights of all the orders of chivalry in England, Scotland, and Ireland, and of knights bachelors, incorporating a complete list of knights bachelors dubbed in Ireland. — London : Printed and published for the Central chancery of the orders of knighthood, Sherratt and Hughes, 1906. — Vol. I. — xii, 479 p.
- Sir Henry Rawlinson, Bart. :  [англ.] // The Athenæum. — 1895. — № 3115 (9 March). — P. 313—314.

### Монографии и статьи
- Adkins L. Empires of the Plain: Henry Rawlinson and the Lost Languages of Babylon. — London : HarperCollins, 2003. — xxiii, 424 p. — ISBN 0-00-712899-1.
- Atwood R. General Lord Rawlinson. From Tragedy to Triumph. — L.,  etc. : Bloomsbury Academic, 2018. — xii, 316 p. — (Bloomsbury Studies in Military History). — ISBN 978-1-4742-4698-9.
- Couture P. G. Sir Henry Creswicke Rawlinson: Pioneer Cuneiformist // The Biblical Archaeologist. — 1984. — Vol. 47, no. 3. — P. 143—145. — JSTOR 3209915.
- Daniels P. T. Rawlinson, Henry: Contributions to Assyriology and Iranian Studies // Encyclopædia Iranica. — 2009.
- Larsen M. T. The conquest of Assyria: excavations in an antique land, 1840—1860. — L., N. Y. : Routledge, 1996. — xiv, 390 p. — First published as Sunkne paladser 1994 by Gyldendalske Boghandel Nordisk Forlag A. S. Copenhagen. — ISBN 0-415-14356-X.
- Pazargadi L. M., Terpak F. Picturing Qājār Persia: A Gift to Major-General Henry Creswicke Rawlinson // Getty Research Journal. — 2014. — № 6. — P. 47—62. — JSTOR 10.1086/675790.
- Richardson E. The Riddle of the Mountain // Inference. — 2022. — Vol. 7, № 1. — doi:10.37282/991819.22.28.
- Керам К. В. Боги, гробницы, учёные / Пер. с нем. А. С. Варшавского; Послесл. и коммент. В. И. Гуляева. — М. : Республика, 1994. — 350 с. — ISBN 5-250-02261-8.